# Stigmodera gratiosa
Stigmodera gratiosa es una especie de escarabajo del género Stigmodera, familia Buprestidae. Fue descrita científicamente por Chevrolat en 1843.
Se distribuye por Australia Occidental. Se encuentra en arbustos de baja floración, en zonas desérticas y matorrales.